# Mammillaria sphaerica
Mammillaria sphaerica A.Dietr. è una pianta succulenta della famiglia delle Cactaceae (sottofamiglia Cactoideae tribù Cacteae), originaria del Messico e degli Stati Uniti.

## Descrizione

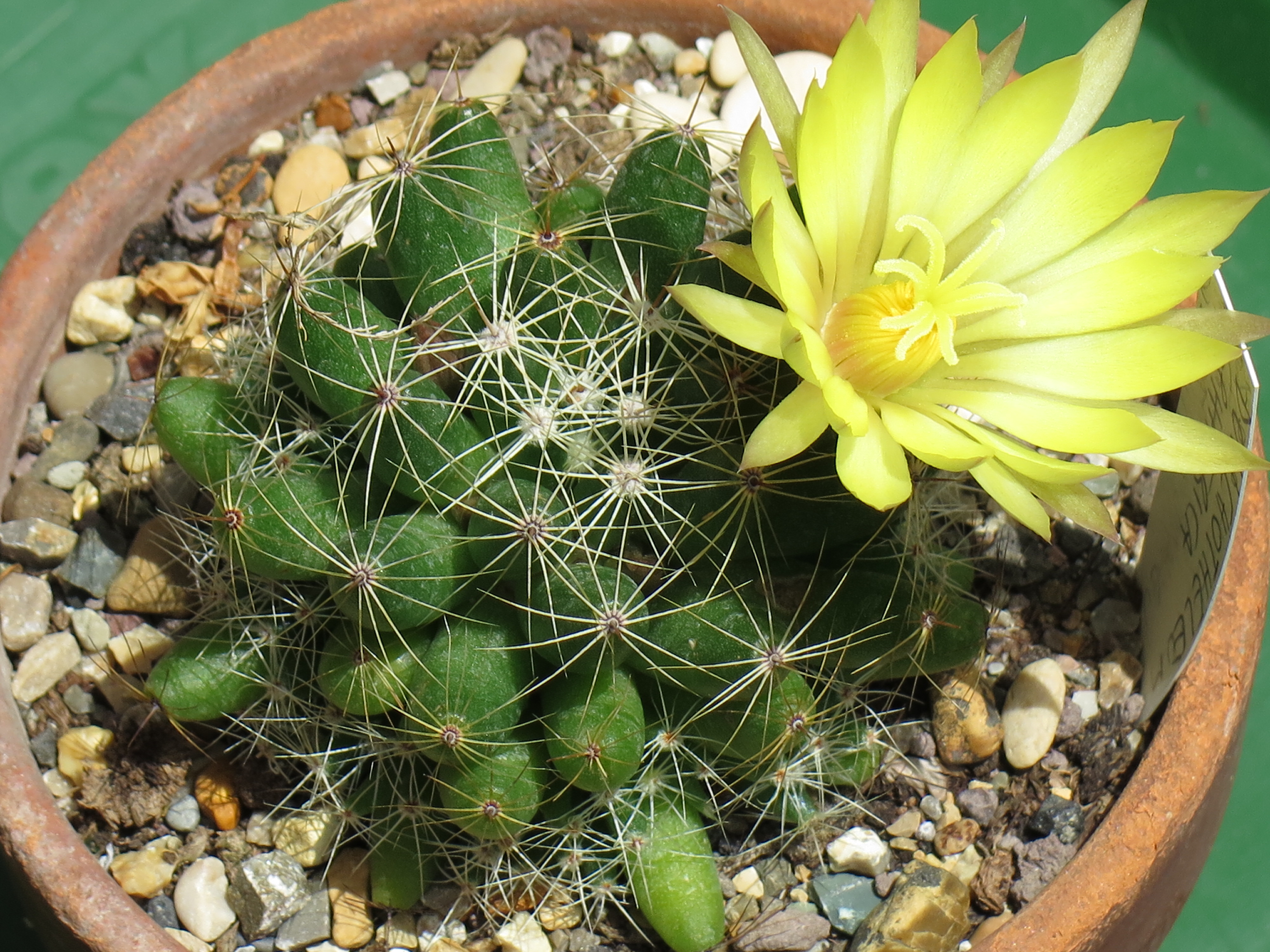
Mammillaria sphaerica

È una pianta che col tempo forma larghi gruppi addossati al terreno.
Ha fusti forma subglobosi di circa 5 cm di diametro.
I tubercoli che ricoprono la pianta sono lunghi e addossati, conico-cilindrici.
Ogni tubercolo porta in cima un'areola provvista di 12-14 spine radiali lunghe 6–8 mm e una spina centrale di 3-6mm, il colore delle spine varia da biancastro a giallo-marroncino.
I fiori, nascono all'ascella dei tubercoli. Sono di colore giallo limone chiaro, larghi 6–7 cm.
Il frutto è liscio e di colore verde a volte sfumato di rossiccio ed ha un buon odore
I semi molto numerosi sono di colore nero.
Le radici sono fittonanti e si rompono con facilità.
In Europa la pianta fiorisce a Luglio.

## Distribuzione e habitat
M. sphaerica è diffusa in natura nel sud del Texas e negli stati messicani di San Luis Potosí e Tamaulipas, dai 100 ai 1000 metri di altitudine.

## Coltivazione
La pianta è soggetta all'attacco del ragnetto rosso (Tetranychus urticae) che va tenuto sotto controllo con adeguate innaffiature estive.
Una particolare attenzione va messa nel maneggiare le delicate radici durante i trapianti.
Per il resto è una pianta facile da coltivare, che con una buona quantità di luce fiorisce copiosamente.